# Ядро российской истории
«Ядро российской истории» — историческое сочинение по истории России от Рюрика до Петра I. 

## Авторство
Предисловие академика и историографа Миллера содержит сведения об авторе книги, которым Миллер ошибочно полагал князя А. Я. Хилкова, и родословную князей Хилковых. В действительности книга написана А. И. Манкиевым, секретарём А. Я. Хилкова.

## Время написания
Находясь в шведском плену, А. И. Манкиев написал свой труд к 1716 году.

## Содержание
Исторические события изложены с древности до 1712 года.

## Издания
Долгое время книга распространялась только в рукописях.
1) Год издания: 1770.
Издательство: Печатано при Императорском Московском Университете.
Место издания: М.
Количество страниц: [16], 392, [8] с.
2) Год издания: 1784.
Издательство: В Сенатской типографии, у содержателя Ф. Гиппиуса.
Место издания: М.
Количество страниц: [16], 392, [6] с.
3) Год издания: 1799.
Издательство: В Университетской типографии, у Ридигера и Клаудия.
Место издания: М.
Количество страниц: [24], 463, [9] с.